# Bolhó
Bolhó (kroatisch Bojevo oder Boljevo) ist eine ungarische Gemeinde im Kreis Barcs im Komitat Somogy.

## Geografische Lage
Bolhó liegt 52 Kilometer südwestlich des Komitatssitzes Kaposvár und 16 Kilometer nordwestlich der Kreisstadt Barcs, unmittelbar an der Grenze zu Kroatien in zwei Kilometer Entfernung vom Fluss Dráva. Nachbargemeinden sind Heresznye und Babócsa. Jenseits der Grenze liegt der kroatische Ort Brodić.

## Geschichte
Im Jahr 1913 gab es in der damaligen Kleingemeinde 214 Häuser und 1828 Einwohner auf einer Fläche von 4099 Katastraljochen. Sie gehörte zu dieser Zeit zum Bezirk Barcs im Komitat Somogy.

## Söhne und Töchter der Gemeinde
- Pál Losonczi (1919–2005), Politiker und Landwirtschaftsminister
- Vendel Bicsár (* 1947), Glas- und Metallkünstler

## Sehenswürdigkeiten
- Römisch-katholische Kirche Szent Anna, erbaut 1901
- Weltkriegsdenkmal (I-II. világháborús emlék)

## Verkehr
Durch Bolhó verläuft die Landstraße Nr. 6801. Es bestehen Busverbindungen über Heresznye und Vízvár nach Bélavár sowie über Babócsa und Komlósd nach Barcs. Der nächstgelegene Bahnhof befindet sich südöstlich in Babócsa.